# Şefik Abalı
Şefik Abalı (* 7. Juni 2002 in Innsbruck) ist ein türkisch-österreichischer Fußballspieler und -trainer.

## Karriere

### Verein
Abalı begann seine Karriere beim SV Telfs. 2012 kam er in die Jugend des FC Wacker Innsbruck. Ab der Saison 2016/17 spielte er in der AKA Tirol, in der er fortan sämtliche Altersstufen durchlief.
Im Mai 2019 debütierte er bei seinem Kaderdebüt für die Zweitmannschaft seines Stammklubs Wacker Innsbruck in der 2. Liga, als er am 29. Spieltag der Saison 2018/19 gegen den FC Liefering in der 90. Minute für Atsushi Zaizen eingewechselt wurde. Zur Saison 2019/20 rückte er in den Kader der ersten Mannschaft von Wacker Innsbruck. In zwei Jahren bei der ersten Mannschaft kam er zu elf Zweitligaeinsätzen.
Zur Saison 2021/22 wechselte Abalı in die Türkei zum Erstligisten Göztepe Izmir. Die Türken verliehen ihn eine Woche nach der Verpflichtung direkt wieder zurück nach Österreich an den Zweitligisten SKU Amstetten. In Amstetten konnte er sich jedoch nicht durchsetzen und absolvierte bis zur Winterpause nur drei Zweitligapartien. Daraufhin wurde die Leihe Ende Jänner 2022 vorzeitig beendet. Wenige Tage nach seiner Vertragsauflösung in Amstetten wurde auch sein Vertrag in Izmir aufgelöst.
Ende Jänner 2022 wechselte Abalı in die Niederlande zum Zweitligisten FC Dordrecht. Dort debütierte er gleich am 4. Februar 2022 bei einem 2:2-Heimremis gegen Almere City, als er in der zweiten Minute der Nachspielzeit für den verletzten Toine van Huizen auf den Rasen kam. Danach saß er zumeist ohne Einsatz auf der Ersatzbank und absolvierte im letzten Saisonspiel, einem 1:1-Auswärtsremis gegen PSV Eindhoven II noch einen zweiten Kurzeinsatz. Knapp konnte er mit seiner Mannschaft 2021/22 den Klassenerhalt schaffen, war aber auch in der nachfolgenden Spielzeit 2022/23 kaum im Einsatz. Nach einem Einsatz beim Saisonauftakt gegen Roda JC Kerkrade saß er zumeist uneingesetzt auf der Ersatzbank, kam im Oktober 2022 gegen NAC Breda erstmals zu einem längeren Einsatz und wurde danach bis zur Winterpause 2022/23 erneut nicht berücksichtigt.
Noch im Winter verließ er die Niederländer in Richtung Türkei, wo er beim Drittligisten İskenderunspor 1967 unterkam und einen Vertrag über zweieinhalb Jahre erhielt. Beim Klub aus İskenderun fand er ebenso wenige Berücksichtigung und saß bis zum Saisonende nur vereinzelt in einer niedrigen Anzahl von Spielen uneingesetzt auf der Bank. Als der Klub im Grunddurchgang den dritten Platz in der „Gruppe Rot“ belegte und dadurch an den Aufstiegs-Play-offs teilnehmen durfte, war Abalı zwar vermehrt auf der Ersatzbank zu finden, kam von dieser jedoch auch in dieser Phase der Meisterschaft nicht zum Einsatz. Seinen einzigen Meisterschaftseinsatz hatte er im ersten Spiel der Saison 2023/24 als er gegen 68 Yeni Aksarayspor von Beginn an in der Innenverteidigung spielte.
Kurz darauf wurde Abalı vereinslos und kehrte wieder nach Österreich zurück, wo er sich in der Winterpause 2023/24 der in der drittklassigen Regionalliga West spielenden SPG Silz/Mötz anschloss. Hier etablierte er sich rasch als Stammkraft und kam bis zum Saisonende auf Einsätze in 14 Meisterschaftsspielen. Nachdem sich die Mannschaft per Saisonende aus der Regionalliga zurückgezogen hatte, wechselte  Abalı innerhalb der Liga zur SVG Reichenau. Mit dieser nahm er am ÖFB-Cup 2024/25 teil, warf dabei in Runde 1 SV Austria Salzburg aus dem Rennen und schied selbst in der nachfolgenden zweiten Runde gegen den Grazer AK mit 0:9 vorzeitig aus. In der Liga fungierte der großgewachsene Innenverteidiger abermals als eine Stütze der Mannschaft und wurde bis dato (Stand: 27. März 2025) in 17 Ligapartien eingesetzt und steuerte dabei zwei Treffer bei.

### Nationalmannschaft
Im September 2019 debütierte Abalı gegen Irland für die österreichische U-18-Auswahl. Im Oktober 2020 wechselte er allerdings den Verband und wurde erstmals für die türkische U-19-Mannschaft nominiert, für die er im selben Monat debütierte.

## Trainerlaufbahn
Seit der Saison 2024/25 tritt er als Trainer der zweiten Kampfmannschaft der SPG Silz/Mötz in Erscheinung, nachdem er in der Saison davor noch selbst als Spieler für die erste Mannschaft aktiv war.